# ۶۷۴ (قمری)
۶۷۴ (قمری)، ششصد و هفتاد و چهارمین سال در گاهشماری هجری قمری است. اول محرم این سال برابر با بیست و ششم ژوئن سال ۱۲۷۵ میلادی است.